# Necker SG
| SG ist das Kürzel für den Kanton St. Gallen in der Schweiz. Es wird verwendet, um Verwechslungen mit anderen Einträgen des Namens Necker zu vermeiden. |

Necker ist eine Ortschaft in der Gemeinde Neckertal im Wahlkreis Toggenburg des Kantons St. Gallen in der Schweiz.
Necker liegt im Neckertal auf rund 630 Meter ü. M. auf dem Gemeindegebiet von Neckertal, wobei sich die Einwohnerschaft in etwa einen Drittel der ehemaligen Gemeinde Neckertal und zwei Drittel der ehemaligen Gemeinde Oberhelfenschwil aufteilt.
In Necker kreuzen sich die Strassen Brunnadern–Ganterschwil entlang des Neckers und Oberhelfenschwil–Ebersol–Degersheim. Necker liegt unmittelbar unterhalb der Bahnstrecke St. Gallen–Rapperswil, hat aber keinen eigenen Bahnhof. Die Erschliessung im öffentlichen Verkehr erfolgt über die Postautolinie Dietfurt–Oberhelfenschwil–Brunnadern-Neckertal.
In Necker liegt die Oberstufenschule des unteren Neckertals. Schülerinnen und Schüler aus Oberhelfenschwil, Brunnadern, Mogelsberg, Nassen und Ebersol besuchen die Oberstufe in Necker. Die Primarschüler von Necker besuchen die Schule in Brunnadern.